# 王良增九
HD 224784，又名BD+58 2685，SAO 35983、HR 9079，是一颗恒星，视星等为6.19，位于銀經116.52，銀緯-2.68，其B1900.0坐标为赤經23h 55m 26.5s，赤緯+59° -2.68′ 13″。